# Tony-Sender-Preis
Der Tony-Sender-Preis wird von der Stadt Frankfurt am Main seit 1992 vergeben. Benannt ist er nach der Gewerkschafterin und Journalistin Tony Sender (1888–1964). Die Stadt will damit Tony Sender ehren und ihr ein bleibendes Andenken verschaffen. Nach Tony Senders eigenen Worten habe sie in Frankfurt ihre prägenden politischen Anstöße erhalten und ihre entscheidenden Entwicklungsjahre verbracht.

„Im neuen Staat, der deutschen Republik, ist die Frau wenigstens soweit aus früherer Rechtlosigkeit befreit, daß sie durch die Sozialdemokratische Partei das Recht zu wählen bekam. Und wir Frauen sind die Mehrheit in dem deutschen Volke. Auf uns kommt es darum an. Ihr Frauen und Mädchen habt den Mut zum Neuen, habt den Mut zum Glück.“

Mit der Auszeichnung ehrt die Stadt einzelne Frauen, die sich in innovativ und in herausragender Weise für die Gleichberechtigung von Frauen und Männern, gegen Benachteiligung und Diskriminierung eingesetzt haben. Auch Projekte, Institutionen oder Vereine in Frankfurt, die zu einem Frankfurter Thema frauenpolitisch Bedeutendes auf kulturellem, sozialem oder gesellschaftspolitischem Gebiet geleistet haben, können mit dem Tony-Sender-Preis ausgezeichnet werden.
Der Tony-Sender-Preis wird in einem unregelmäßigen Rhythmus von zwei bis drei Jahren durch eine vom Magistrat der Stadt eingesetzte Jury verliehen. Er besteht aus einer künstlerisch gestalteten Urkunde und ist mit 10.000 Euro dotiert.

## Preisträger
- 1992 – Helga Einsele
- 1994 – Hanna Lambrette
- 1997 – Linda Ressel
- 1999 – Cornelia Niemann
- 2002 – Uschi Madeisky
- 2005 – Margarete Mitscherlich-Nielsen
- 2007 – Dagmar von Garnier
- 2009 – Mechthild M. Jansen
- 2011 – Dörthe Jung
- 2013 – Margrit Brückner
- 2015 – Karola Gramann
- 2017 – Sibylla Flügge
- 2019 – Sunny Graff
- 2022 – Eleonore Wiedenroth-Coulibaly